# 郭焱
郭焱（1982年6月24日—），北京人，中國女子乒乓球退役運動員。

## 生涯
郭焱在7歲時開始學習打乒乓球，並於14歲左右加入北京隊，其教練為李隼。兩年後，即1998年，郭焱以16歲之年入選國家隊。
在入選國家隊的3年後，郭焱代為北京隊參與九運會的乒乓球項目，協助北京隊在決賽中擊敗河北，贏得一面金牌女子團體小項的金牌，另外的混雙小項中，郭焱與高偉在銅牌賽中不敵同是北京的劉恆與張怡寧組合，無緣獎牌。同年，她在中國公開賽中取得女單亞軍、克羅地亞公開賽女單冠軍、瑞典公開賽女單冠軍及女雙亞軍，並於國際乒乓球職業巡迴賽總決賽中晉身至四強。
翌年，郭焱在波蘭公開賽中取得亞軍、韩国公開賽贏得女雙冠軍，而在9月至10月時的亞運中，郭焱等人雖然最終打入女子團體小項的決賽，但卻不敵朝鲜，為中國取得一面銀牌。2003年時，郭焱再次參與克羅地亞公開賽，獲得季軍，之後的日本、中國公開賽中，郭取得女單與女雙亞軍，又在南韓公開賽中贏得女單冠軍。隨後的亞洲錦標賽中，郭焱為中國贏得女團、女雙冠軍和混雙季軍，這是中國在這錦標賽中的所得的七個錦標中的其中兩個。同年，她的世界排名是第4。
2004年，郭焱繼續取得好成績，她參與的亞洲杯、德國公開賽與希臘公開賽都取得獎項，包括了兩個亞軍。後年的一年，她在世界盃中與閻森、白楊取得混雙及女雙第三、女單次名。而於亞錦賽內，郭焱成為女雙成為的冠軍得主。又在亞洲杯中贏得女單冠軍、在哈爾濱和深圳兩地舉行的中國公開賽獲得女雙冠軍與女單亞軍。年尾時的世界盃中，郭焱取得女單亞軍和世界乒乓球賽女團冠軍，並於十運會中擊敗山東女隊，為北京增添一面金牌。
之後的2006年，郭焱在德國不來梅世界乒乓球賽贏得女團冠軍，並於女子乒乓球世界盃單打冠軍，同時又在年尾的多哈亞運中，她與郭躍、王楠等人以3:0擊敗南韓，為中國再奪金牌。次年，郭於1月27日進行的斯洛文尼亞公開賽與張怡寧成為組合，並在決賽中以4:1戰勝對手，協助中國囊括所有獎牌的其中一個，1個月後，郭焱在科威特公開賽中和王楠成為組合，但在決賽中不敵張怡寧及李曉霞，最終只取得亞軍。
2010年11月，郭焱代表中國出戰廣州亞運會，參加乒乓球比賽的女子团体及混合雙打（夥拍：许昕）項目，贏得兩項賽事的金牌。
2012年，郭焱在最後時刻被丁寧替换，落選倫敦奥运的參賽名单。女队主帅施之皓解釋，郭焱从年初起便受臂伤困扰，其後更被诊断为右臂两处韧带撕裂，短期内无法恢复，不能保证训练。
2013年初，郭焱放棄參加5月舉行的巴黎世乒賽選拔賽，原因是自己的舊傷未癒，而且有意向教練方向轉型，決定把機會留給年輕選手。2013年中国公开赛后，郭焱正式结束国家队生涯，并决定在十二运会后正式退役。
退役后郭焱先后执教北京队和中国国家队，以主教练身份指导丁宁三年内助其成就“大满贯”（奥运会、世乒赛和世界杯三大赛事冠军）
现担任北京航空航天大学体育部副教授，除了教学工作外，还投身于创办炎上乒乓俱乐部，向社会推广乒乓球运动。目前郭焱还开设了自己的短视频账号，分享乒乓球技巧和训练方法。她用简洁明了的语言，向广大乒乓球爱好者传授自己的经验和心得。
2023年，郭焱结合丰富的比赛、教学经验和当下乒乓球运动发展趋势，对标国际一线品牌参与研发了性能卓越的乒乓球拍产品，获得了广大爱好者的良好反馈。

## 外部連結
- 【乒乓王国】郭焱专访（1）（页面存档备份，存于）
- 【乒乓王国】郭焱三次与奥运擦肩而过 （页面存档备份，存于）
- 【乒乓王国】郭焱专访（2）（页面存档备份，存于）